# IC 4799
IC 4799 ist eine Balken-Spiralgalaxie vom Hubble-Typ SBab im Sternbild Pfau am Südsternhimmel. Sie ist schätzungsweise 198 Millionen Lichtjahre von der Milchstraße entfernt und hat einen Durchmesser von etwa 90.000 Lichtjahren.

In der gleichen Himmelsregion befinden sich auch die Galaxien NGC 6706, IC 4800, IC 4801.
Das Objekt wurde am 13. August 1901 von DeLisle Stewart.